# Первомайський (Шилкинський район)
Первома́йський (рос. Первомайский) — селище міського типу у складі Шилкинського району Забайкальського краю, Росія. Адміністративний центр Первомайського міського поселення.

## Населення
Населення — 12154 особи (2010; 13098 у 2002).